# هاتون اورکو (آکومایو)
هاتون اورکو (به اسپانیایی: Hatun Urqu) یک کوه در پرو است که در Peru, Cusco Region, Acomayo Province واقع شده‌است. هاتون اورکو ۴٬۲۰۰ متر بالاتر از سطح دریا واقع شده‌است.